# Kristjan Kais
Kristjan Kais (* 3. März 1976 in Paikuse) ist ein ehemaliger estnischer Volleyball– und Beachvolleyballspieler. Er wurde sowohl in der Halle als auch im Sand mehrfacher Meister seines Heimatlandes.

## Karriere

### Karriere Halle
Der im Kreis Pärnu geborene Sportler wurde ab 1984 zunächst von seinem Vater trainiert. Neun Jahre später gewann er mit Pärnu VK das Double von Meisterschaft und Pokal. Den Pokalsieg konnte das Team eine Saison später wiederholen, in der Liga reichte es zum zweiten Platz, der in den folgenden zwei Spielzeiten verteidigt wurde. Anschließend wechselte der Universalspieler zu Tartu Ösel Foods. Mit dem neuen Team gelang 1998 das zweite Double und 1999 die Titelverteidigung in der Landesmeisterschaft. Als ein Jahr später in der zweitgrößten Stadt Estlands der neue Sportclub Tartu Pere Leib gegründet wurde, schloss sich Kais diesem an. In den folgenden Spielzeiten gelang es der Mannschaft, vier Vizemeisterschaften zu erringen und fünf Mal das Pokalfinale zu erreichen. 2006 kamen zum dritten Mal in der Karriere des Athleten der Meistertitel und der Pokalsieg in einer Spielzeit hinzu. Außerdem wurde das Team baltischer Vizemeister. Auch im folgenden Jahr stand Kais im Kader des Volleyballvereins. 2011 erkämpfte er mit seiner Mannschaft einen weiteren zweiten Platz in der Liga und den Einzug ins Pokalhalbfinale. Anschließend beendete er seine Karriere.

### Karriere Beach
Kais absolvierte seine ersten nationalen und internationalen Turniere mit seinem Bruder Kaarel Kais. Die beiden standen von 1994 bis 2002 neun Mal in Folge im Finale der estnischen Meisterschaft und gewannen den Titel in den Jahren von 1999 bis 2002. Bei den Mallorca Open 2002 trat der jüngere der beiden erstmals mit seinem langjährigen Partner Rivo Vesik an. Eine Saison danach gewann er mit seinem neuen Partner seinen fünften nationalen Titel. Ein weiteres Jahr später belegte das Duo bei der Europameisterschaft 2004 den 19. Rang und gewann die lettische Meisterschaft. Bei der Weltmeisterschaft 2005 belegten sie nach Niederlagen gegen die späteren WM-Dritten Julius Brink und Kjell Schneider (1:2) und den neuen Titelträgern Márcio Araújo und Fábio Luiz den fünften Platz. Nachdem sie 2006 bei der EM in Den Haag erneut einem deutschen Duo (Klemperer/Schneider) unterlegen waren, wiederholten sie ihr WM-Ergebnis 2007 in Gstaad. Vorher hatten sie das Open-Turnier in Zagreb gewonnen. Kurz darauf verpassten sie bei der EM in Valencia mit einer Dreisatz-Niederlage gegen David Klemperer und Eric Koreng knapp eine Medaille.
Im nächsten Jahr trat Kais in Hamburg mit Ragnar Pahn an und scheiterte bereits in der ersten Runde gegen die neuen Europameister Reinder Nummerdor und Richard Schuil. Einen Monat später nahmen Kais/Vesik am olympischen Turnier in Peking teil, wo sie jedoch nicht über die Gruppenphase hinaus kamen. Bei der Weltmeisterschaft 2009 erreichten sie das Achtelfinale, wo es wieder eine Niederlage gegen Klemperer/Koreng gab. Die anschließende Europameisterschaft in Sotschi mit dem Aus in der Vorrunde war der letzte gemeinsame Auftritt des estnischen Duos. 2010 stand Kais noch einmal im estnischen Finale mit Oliver Venno und absolvierte mit ihm noch zwei weitere Turniere in Prag und Gstaad.

## Auszeichnungen
- 1999–2002: Estnisches Beachvolleyballpaar des Jahres (mit Kaarel Kais)
- 2003–2009: Estnisches Beachvolleyballpaar des Jahres (mit Rivo Vesik)[1]

## Sonstiges
Peeter Kais, ein ehemaliger Nationalspieler und vierfacher estnischer Meister, ist der Vater von Kaarel und dem jüngeren Kristjan. Nach dem Riigieksamid am Gymnasium in Pärnu studierte der und erhielt 2005 seinen Doktortitel. Seit 2001 arbeitet er als Dozent an der Universität Tartu. Seit 2005 ist er zusätzlich Mitglied der IOC-Trainerkommission für den Volleyballsport.